# Vodní nádrž Dřínov
Vodní nádrž Dřínov je zaniklá přehradní nádrž v Mostecké pánvi v Ústeckém kraji. Nacházela na řece Bílině v prostoru Lomu ČSA, asi devět kilometrů severozápadně od Mostu. Do provozu byla uvedena v roce 1955 a roku 1981 byla zrušena z důvodů postupující těžby hnědého uhlí v lomech ČSA a Jan Šverma.

## Historie
Vodní dílo Dřínov bylo dokončeno v roce 1955. Zajišťovalo především zásobování vodou průmyslových podniků, kterými byly elektrárny v Ervěnicích, Komořanech a CHEZA Záluží. Vzhledem k rozšiřování povrchových hnědouhelných lomů musela být nádrž zrušena. Její provoz byl ukončen v roce 1981, kdy byla odčerpána voda a zahájeno rozebírání hráze a odtěžení sedimentů ze dna.
Aby byl zajištěn dostatek vody a ochrana lomů před zaplavením, musela být zrušená nádrž nahrazena soustavou náhradních opatření, které tvoří:
- zdvojení Průmyslového vodovodu Nechranice, který přivádí vodu z Ohře pomocí čerpací stanice ve Stranné,
- vodní nádrž Újezd,
- přeložka a úprava Bíliny,
- přeložka Šramnického a Černického potoka,
- rekonstrukce hráze vodní nádrže Jirkov,
- vodní nádrž Zaječice.[2][3]

## Stavební podoba
Vodná nádrž Dřínov měla zemní sypanou hráz dlouhou osm kilometrů a vysokou osm metrů. Bezpečnostní přeliv byl šest metrů dlouhý. Délka vzdutí dosahovala 2,4 kilometru, vodní plocha měřila 282 hektarů a hladina se nacházela v nadmořské výšce 232,86 metrů. Plocha povodí nad hrází měřila 116 km² a průměrný roční průtok byl 0,99 m³·s−1. Celkový objem nádrže byl 9 387 000 metrů krychlových a s využitím bývalého lomu Eliška a tzv. Dřínovské prohlubně jej bylo možné zvýšit o další jeden milión metrů krychlových.